# Clubiona marna
Clubiona marna este o specie de păianjeni din genul Clubiona, familia Clubionidae, descrisă de Roddy, 1966. Conform Catalogue of Life specia Clubiona marna nu are subspecii cunoscute.